# August Gustafsson Lohaprasert
August Gustafsson Lohaprasert (* 3. September 1993 in Göteborg) ist ein schwedisch-thailändischer Fußballspieler.

## Karriere
August Gustafsson Lohaprasert erlernte das Fußballspielen in den schwedischen Jugendmannschaften vom Azalea BK und GAIS Göteborg. Hier unterschrieb er 2012 auch seinen ersten Profivertrag. Der Verein aus Göteborg spielte in der ersten Liga des Landes, der Fotbollsallsvenskan. 2014 wechselte er nach Thailand. Hier unterschrieb er einen Vertrag bei Buriram United. Der Verein aus Buriram spielte in der höchsten Liga des Landes, der Thai Premier League. Die Rückserie wurde er an den Drittligisten Surin City FC nach Surin ausgeliehen. Army United, ein Erstligist aus der Hauptstadt Bangkok, verpflichtete ihn 2015. Für die Army stand er zweimal in der ersten Liga auf dem Spielfeld. Nach Schweden kehrte er 2016 zurück. Hier nahm ihn der Gunnilse IS aus dem Göteborger Stadtteil Angered unter Vertrag. Nach einem Jahr ging er zum ebenfalls in Göteborg beheimateten Qviding FIF. Der Verein spielte in der dritten Liga, der Division 1.